# Filisur
Filisur (Reto-Romaans: Filisour; Italiaans (verouderd): Filisuro of Felisorre) is een plaats en voormalige gemeente in het Zwitserse kanton Graubünden. Op 1 januari 2018 is de gemeente Filisur samengegaan met buurgemeente Bergün in de fusiegemeente Bergün Filisur. De naam Filisur wordt voor het eerst vermeld in 1262. Oorspronkelijk werd in Filisur Reto-Romaans gesproken, maar sinds 1914 is Duits de officiële taal. Mijlpaal voor het dorp was de aanleg van de Albulaspoorlijn (Chur - Sankt Moritz) tussen 1898 en 1903, gevolgd door een zijlijn naar Davos (aanleg van 1906 tot 1909). Het station torent boven het dorp uit. Vooral het Landwasserviaduct maakt van Filisur een pleisterplaats voor treinspotters. Het dorp telt vier hotels, een camping en verschillende vakantiewoningen. Sinds 1972 kan men in Filisur 's winters langlaufen.

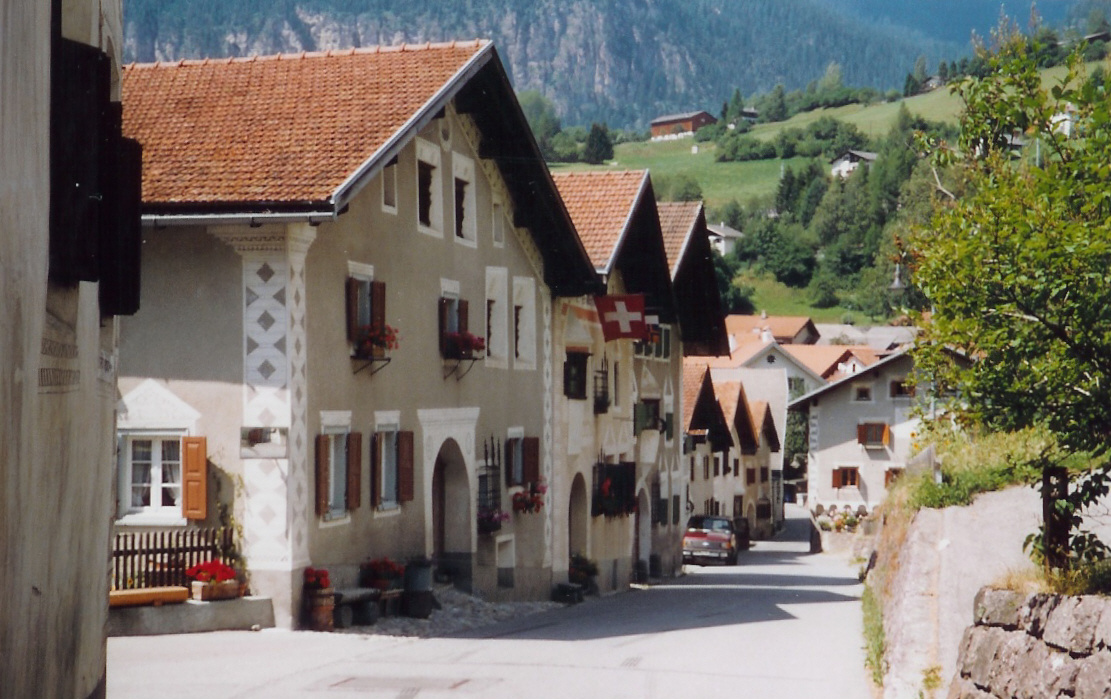
Een straat in het dorpje Filisur.